# National University of Lesotho
National University of Lesotho (pol. Narodowy Uniwersytet Lesotho) – uczelnia położona w Romie w Lesotho, około 34 km na południowy wschód od Maseru, stolicy kraju.

## Historia

### Katolickie Kolegium Uniwersyteckie – Pius XII College
W 1938 roku Synod Biskupów Katolickich w Republice Południowej Afryki podjął decyzję o konieczności powstania Katolickiego Kolegium. 8 kwietnia 1945 roku w Rzymie wydano decyzję o powstaniu Katolickiego Kolegium Uniwersyteckiego -Pius XII College. Zlokalizowano je tymczasowo w budynku szkoły podstawowej w Roma.
W 1946 roku Kolegium przenesiono do obecnych budynków zbudowanych na przydzielonych mu około pięćdziesięciu dwóch akrach ziemi. W 1950 roku Katolickie Kolegium Uniwersyteckie zostało przekazane Kongregacji Oblatów Maryi Niepokalanej (OMI). Kolegium przygotowało studentów do uzyskania dyplomów zewnętrznych przyznawanych przez University of South Africa (UNISA).

### Uniwersytet Basutoland, Protektorat Bechuanaland i Suazi (UBBS)
1 stycznia 1964 roku Kolegium zostało przekształcone w bezwyznaniowy Uniwersytet Basutoland, Protektorat Bechuanaland i Suazi (UBBS), a w 1966 roku po odzyskaniu niepodległości i zmianach nazw państw w Uniwersytet w Botswanie, Lesotho i Suazi (UBLS). Uczelnia otrzymała własny statut przyznany przez królową Elżbietę II.

### National University of Lesotho
20 października 1975 roku, 9 lat po odzyskaniu przez Lesotho niepodległości, ustanowiona została niezależna, narodowa uczelnia – National University of Lesotho. Decyzję podjęło Zgromadzenie Narodowe ustawą nr 13 z 1975 roku. NUL jest spadkobiercą Uniwersytetu Pius XII College i UBLS. Przejął ich teren i budynki.

## Wydziały
Na uczelni znajduje się 7 wydziałów:
- Faculty of Agriculture (wydział rolnictwa)
- Faculty of Education (wydział edukacji)
- Faculty of Health Sciences (wydział nauk o zdrowiu)
- Faculty of Social Sciences (wydział nauk społecznych)
- Faculty of Humanities (wydział nauk humanistycznych)
- Faculty of Law (wydział prawa)
- Faculty of Science & Technology (wydział nauk ścisłych i technologii)

## Kanclerzeuniwersytetu[4]
- Sir Fiugh Stephenson, 1964-1966
- Sir Seretse Khama, KBE, 1967/70
- Król Moshoeshoe II Królestwa Lesotho, 1971-1974
- Król Sobhuza II Królestwa Suazi, 1974-1975
- Król Moshoeshoe II Królestwa Lesotho, 1976-1990
- Król Letsie III Królestwa Lesotho, 1991-obecnie

## Biblioteka
Biblioteka była integralną częścią dawnego Kolegium Piusa XII od początku jego istnienia. Obecny budynek biblioteki został zbudowany w 1964 roku. W 1979 roku, kiedy stała się Biblioteką NUL otrzymała imię Thomasa Mofolo. Oprócz konwencjonalnych zbiorów bibliotecznych prowadzi archiwum, gromadzi dokumenty, posiada też dział muzealny.